# Dean Dvornik
Dean Dvornik (Split, 27. veljače 1963.) je hrvatski glazbenik, pjevač, skladatelj i tekstopisac.

## Životopis
Godine 1983. Dean Dvornik objavljuje prvi album s grupom Kineski Zid, gdje se pojavljuje kao autor glazbe, tekstova i basist, zajedno s bratom Dinom Dvornikom koji je bio pjevač (također i autor glazbe). 
Godine 1986. nastupa samostalno na Zagreb Fest-u sa skladbom "Ključ", koja je bila vrlo zapažena. Nakon toga odlazi u SAD i ostaje do 1993. godine. 
Godine 1994. snima prvi singl "Drž' me čvrsto" kao najavu debitantskog studijskog albuma Back to reality.
Godine 1995. izlazi debitantski studijskog albuma Back to reality za diskografsku kuću Croatia Records. Album su obilježile pjesme: "Drž' me čvrsto" i "Moja Rozita". Na Splitskom festivalu 1995. s Vlatkom Pokos, Tedijem Spalatom i Nenom Belanom izvodi skladbu "Moja Rozita", a onda slijedi veliki hit sa Zadarfest-a "Samo za nju". Iste godine izdana je kompilacija Samo reci ne gdje je Dean bio producent i autor skladbe "Samo reci ne" u kojoj su sudjelovala 44 splitska izvođača.
Godine 1997. izlazi drugi studijski album Čuvar sna za diskografsku kuću Croatia Records. Album je prošao jako dobro kod publike i glazbenih kritičara. Album su obilježile pjesme: "Čuvar sna", "Ja vidim sve", "Ti i ja kad zbrojimo sve" i "Samo za nju".
Godine 1999. izlazi treći studijski album "Ključ" za diskografsku kuću Croatia Records. Na albumu se nalazi i skladba "Balada o Šarku" gdje gostuje i otac Boris Dvornik, a koja je bila sastavni dio predstave Miljenka Smoje, Ja i moj mali kumpanjo. Album su obilježile pjesme: "Ključ" i "Balada o Šarku".
Godine 2002. priključuje se grupi The Obala kao basista i pjevač, na albumu Istinite priče. 
Godine 2005. vraća se samostalnoj karijeri nakon 6 godina i objavljuje četvrti studijski album "Kad odeš ti" za diskografsku kuću Croatia Records. Album su obilježile pjesme: "Kad odeš ti", "To nije u redu", "Možda" i "Sastavi me Bože s njom". 
Godine 2012. nakon 7 godina pauze, objavljuje šesti studijski album posvećen bratu i ocu Čuvam svaku kap za diskografsku kuću Hit Records.

## Diskografija

### Studijski albumi
- 1995. - Back to reality
- 1997. - Čuvar sna
- 1999. - Ključ
- 2005. - Kad odeš ti
- 2012. - Čuvam svaku kap
- 2018. - Da je meni biti more

## Filmografija
- "Naše malo misto" kao mali Mirko #2 (1970. – 1971.)

## Vanjske poveznice
- Zamp.hr - Dean Dvornik - Baza autora
- Discogs.com - Dean Dvornik - Diskografija
- Croatia Records - Dean Dvornik - Croatia Records
- Dean Dvornik u internetskoj bazi filmova IMDb-u (engl.)